# Jacek Stasica
Jacek Stasica (ur. 17 lipca 1950 w Krakowie) – polski brydżysta, Mistrz Międzynarodowy, sędzia klubowy, trener II klasy, zawodnik TS Wisła Kraków.
Syn Władysława (1913-1973, sędzia LWP, adwokat) i Sabiny (1914-2015, romanistka).
Z zawodu jest matematykiem ze stopniem naukowym doktora. Zajmuje się analizą rzeczywistą, pracuje na Uniwersytecie Jagiellońskim.

## Wyniki brydżowe
W europejskich zawodach zdobył następujące lokaty:
| Zawody europejskie. Konkurencja teamów | Zawody europejskie. Konkurencja teamów | Zawody europejskie. Konkurencja teamów | Zawody europejskie. Konkurencja teamów | Zawody europejskie. Konkurencja teamów | Zawody europejskie. Konkurencja teamów |
| Rok                                    | Miejsce                                | Zawody                                 | Kategoria                              | Drużyna                                | Pozycja                                |
| -------------------------------------- | -------------------------------------- | -------------------------------------- | -------------------------------------- | -------------------------------------- | -------------------------------------- |
| 2011                                   | Poznań                                 | 5. Otwarte Mistrzostwa Europy          | Seniorzy                               | Kutner                                 | 3                                      |